# Brokpipare
Brokpipare (Hoploxypterus cayanus) är en fågel i familjen pipare inom ordningen vadarfåglar. Den förekommer i låglänta områden i Sydamerika utmed floder och savanndammar. Beståndet anses vara livskraftigt. 

## Utseende och läte
Brokpiparen gör skäl för sitt namn genom sin prydligt tecknade fjäderdräkt i svart och vitt. Vingarna är grå, benen orangeröda och runt ögat syns en röd ögonring. Tidigare har den associerats med viporna (därav det tidigare svenska namnet brokvipa), men den förhållandevis lilla storleken (21–24 cm) och beteendet att springa snabbt för att plötsligt stanna till gör att den mer påminner om en pipare än en vipa. Lätet är ett behagligt tvåstavigt "kee-oo", med andra stavelsen mörkare. Under spelfykten hörs upprepade "klee".

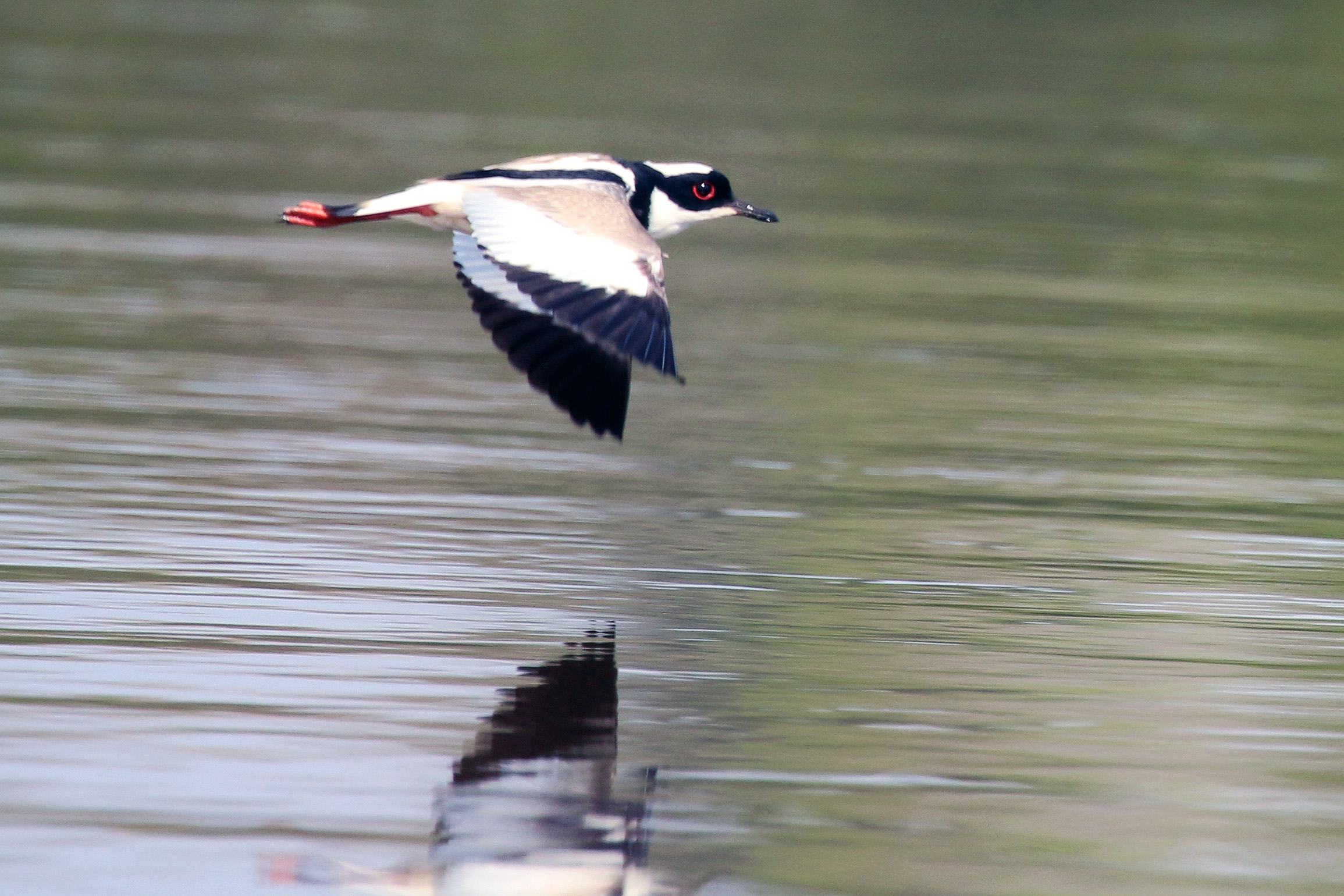
Brokpipare i flykten.

## Utbredning och systematik
Fågeln förekommer i Sydamerika öster om Anderna till sydöstra Brasilien och nordöstra Argentina. Den behandlas som monotypisk, det vill säga att den inte delas in i några underarter.

### Släktestillhörighet
Brokipiparen placeras allt oftare som ensam art i släktet Hoploxypterus. Tidigare inkluderades den bland viporna i Vanellus, under det svenska namnet brokvipa. Genetiska studier visar dock att arten är mycket avlägset släkt med viporna, möjligen närmast arterna rostbröstad pipare och diadempipare.

## Levnadssätt
Brokvipan ses vid lerslätter och sandbankar i savanndammar och utmed floder. Där födosöker den enstaka eller i par. Den har även setts utmed kuster.

## Status
Arten har ett stort utbredningsområde och beståndet anses vara stabilt. Internationella naturvårdsunionen IUCN listar den därför som livskraftig (LC). Världspopulationen uppskattas till mellan 25 000 och 100 000 individer.

## Namn
Brokpiparen har även kallats brokvipa, men BirdLife Sveriges taxonomikommitté justerade namnet grundat på att arten inte verkar vara närbesläktade med viporna.

## Bilder

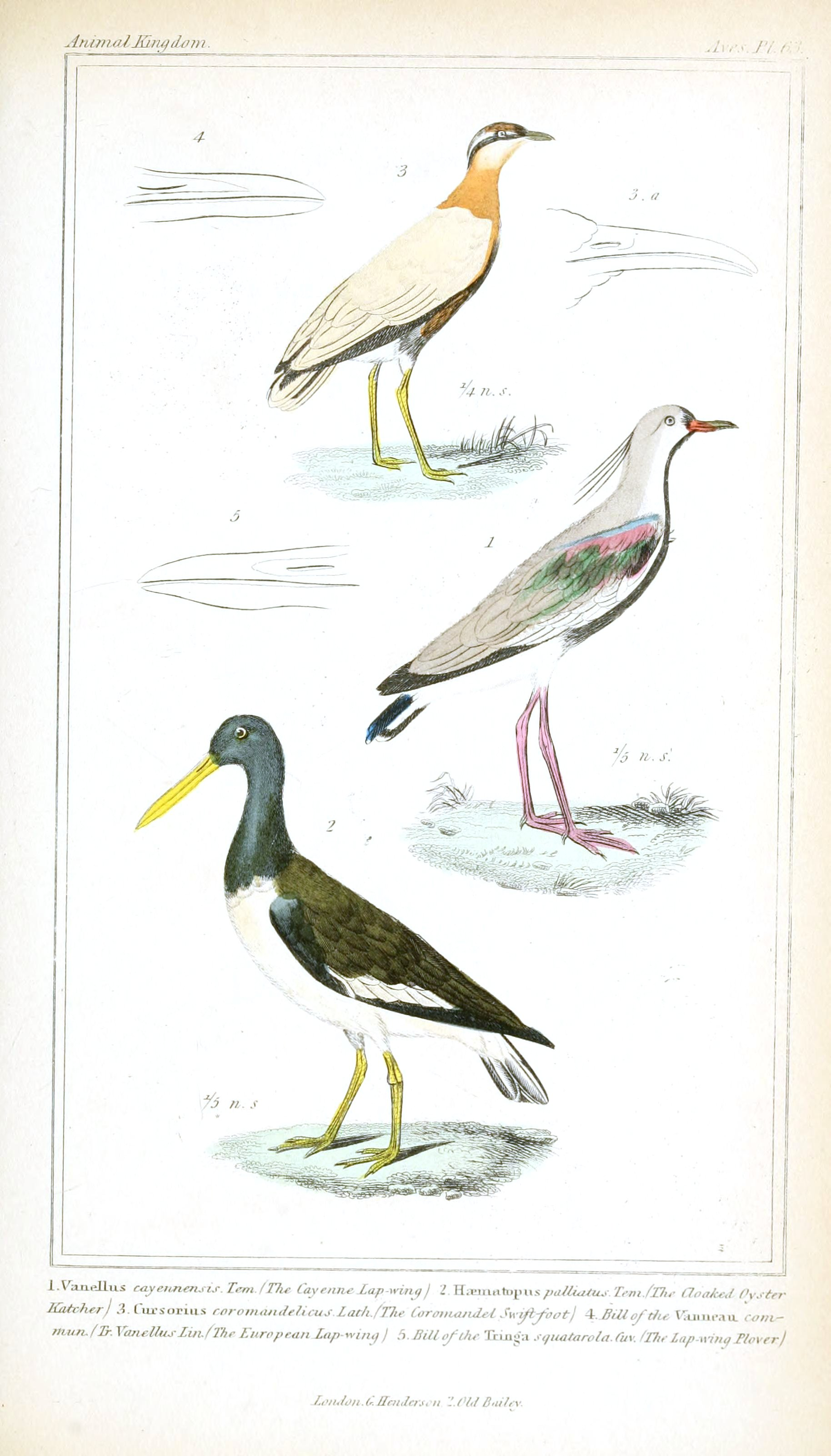
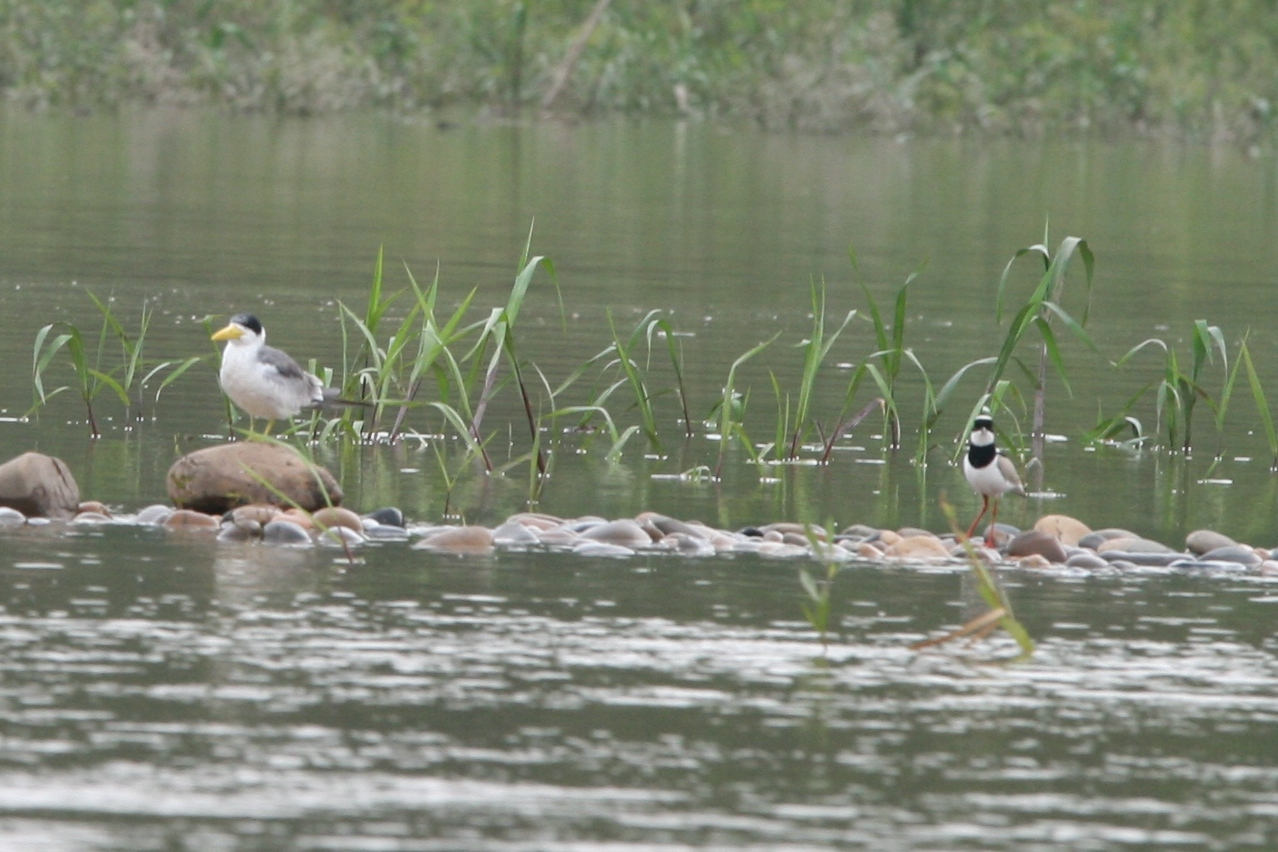